# Strychnos asterantha
Strychnos asterantha är en tvåhjärtbladig växtart som beskrevs av Leeuwenb.. Strychnos asterantha ingår i släktet Strychnos och familjen Loganiaceae. Inga underarter finns listade i Catalogue of Life.